# Victor Duboux
Victor Duboux, né le 17 janvier 1851 à Cully et mort le 11 janvier 1919 à Gampel, est une personnalité politique suisse. Membre du Parti radical-démocratique, il siège au Conseil d'État du canton de Vaud de 1900 à 1906.

## Biographie
Victor Duboux naît le 17 janvier 1851 à Cully, dans le canton de Vaud. Ingénieur de formation, Victor Duboux a été employé par le canton de Vaud, par la Compagnie ferroviaire franco-suisse, par la Compagnie de la Suisse occidentale et du Simplon et par la Compagnie ferroviaire du Jura-Simplon.
En 1900, il est élu à l'exécutif du canton de Vaud, le Conseil d'État, et ce alors qu'il ne siège pas au Grand Conseil. Il quitte le Conseil d'État en 1906 pour prendre la direction du premier arrondissement des Chemins de fer fédéraux (CFF).